# Ледники Таджикистана

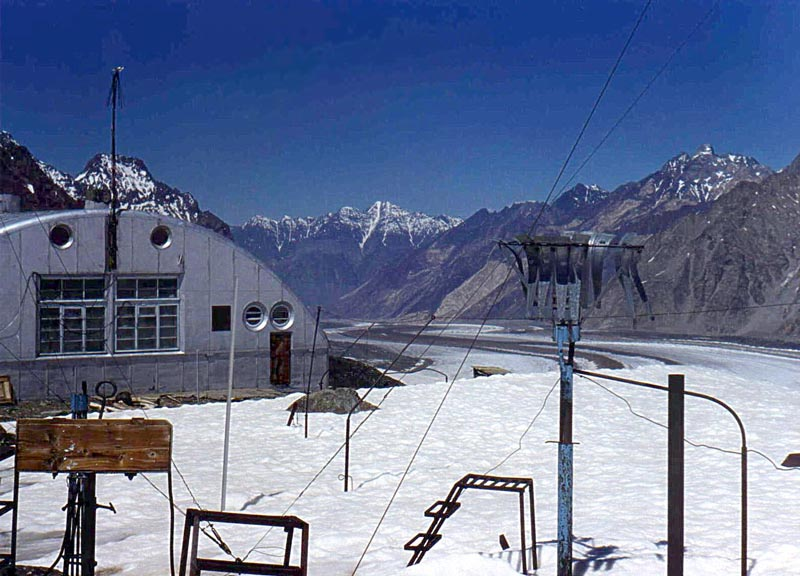
Гидрометеорологическая станция на леднике Федченко

Ледники в Таджикистане покрывают площадь, не менее 9000 км², это почти 6% от общей площади республики. На западе, в высокогорьях, сосредоточены огромные запасы снега и льда. Там же, климатическая граница вечного снега, поднимается на высоты 3500—3600 м, а в восточной части страны достигают высоты 5800 м.
Площадь Памиро-Дарвазской ледников и фирновых полей, охватывают почти 6% территории страны, где расположены 9139 ледников, и содержат в себе 559 км³ льда.
Процесс таяния ледников, из-за глобального потепления и ряда других процессов, привело в этих природных формированиях, к потере объёма льда на треть.

## Описание
В целом, на территории Таджикистана, зарегистрировано более тысячи ледников, протяжённостью свыше 1,5 км, 16 из которых, длиной более 16 км, в том числе, ледники, находящиеся в районе пика Независимости (ранее пик Революции) на Язгулемском хребте. Самый крупные из них, ледник Федченко длиной в 71,2 км, который является самым большим ледником в средних широтах, а также ледник Грумм-Гржимайло длиной в 36,7 км. На востоке страны, расположились крупнейшие центры оледенения, хребты Академии Наук, Заалайский, Дарвазский, Петра Первого, Язгулемский, Рушанский и Северо-Аличурский.
Особенно мощным оледенением, отличается Северо-Западный Памир, откуда стекаются реки Вахш, и правые притоки Пянджа — Бартанг, Ванч и Язгулем. Именно в этом районе, расположился крупнейший ледник средних широт — Федченко, а также, десятки других ледников, образующих огромный фокус оледенения.
Значительные площади истоков горных долин, покрыты ледниками и фирновыми полями. Этот район, в географическом и геологическом отношениях, представляет огромный интерес у естествоиспытателей и туристов. Полями вечного снега и ледников, на Памире покрыто 8046 км², вся оставшаяся площадь — вечной мерзлотой.
Условия существования ледников наиболее благоприятны на Центральном Памире, где горы глубоко расчленены и достигают очень больших высот. В этом регионе страны, широко распространены все типы горных ледников, основную массу из которых, включают в себя, крупные дендритовые и сложные долинные. Их диапазон в вертикальном значении огромен и достигают высоты от 3000 до 4000 м, а в среднем более 1000 м. Начинаясь с водораздельных гребней и высочайших горных вершин, спускаются в глубокие долины ниже верхней границы леса, на высотах до 2600 - 3000 м. Холодный фирновый является основным типом льдообразования. На  самых высоких вершинах, в частности на пике Сомони (ранее пик Коммунизма), таяние снега, практически отсутствует.

### Движение ледников
Во время подвижек пульсирующих ледников, часто встречающихся в восточной части Таджикистана, скорость движения льда, может достигать нескольких километров в год, а за короткие промежутки времени - до 100 м в сутки. Многокилометровые броски с разрушительными последствиями, способны совершать, около 60 ледников, и такие ледники как Медвежий (Хирс), Бырс, Фортамбек, Музгазы, Шинн-Бини и другие, являются наиболее известными из них.

## Расположение
| Местонахождение крупнейших ледников Таджикистана | Местонахождение крупнейших ледников Таджикистана | Местонахождение крупнейших ледников Таджикистана | Местонахождение крупнейших ледников Таджикистана | Местонахождение крупнейших ледников Таджикистана |                           |
| --- | ------------------------------------------------ | ------------------------------------------------ | ------------------------------------------------ | ------------------------------------------------ | ------------------------- |
| Федченко Зеравшанский Грумм-Гржимайло Октябрьский |                                                  |                                                  |                                                  |                                                  |                           |
| \| \| Ледник \| Площадь, км² \| Объём, км³ \| Высота над уровнем моря, м \| Координаты \| \| - \| ---------------------------------------- \| ------------ \| ---------- \| -------------------------- \| ----------------------------- \| \| 1 \| Ледник Федченко \| 700 \| - \| 2109,6 \| 38°46′ с. ш. 72°16′ в. д.HGЯO \| \| 2 \| Ледник Грумм-Гржимайло \| 142,9 \| - \| - \| 38°33′ с. ш. 72°40′ в. д.HGЯO \| \| 3 \| Зеравшанский ледник \| 132,6 \| - \| - \| 39°30′ с. ш. 70°30′ в. д.HGЯO \| \| 4 \| Гармо \| 114,6 \| - \| - \| 39°30′ с. ш. 70°30′ в. д.HGЯO \| \| 5 \| Октябрьский \| 88,2 \| - \| - \| 39°17′ с. ш. 73°00′ в. д.HGЯO \| \| 6 \| Ледник Русского географического общества \| 64,4 \| - \| - \| 38°45′ с. ш. 72°08′ в. д.HGЯO \| \| 7 \| Язгулемский ледник \| 25,5 \| - \| - \| 38°30′ с. ш. 72°12′ в. д.HGЯO \| \| 8 \| Медвежий \| 25,3 \| - \| - \| 38°39′ с. ш. 72°11′ в. д.HGЯO \| |                                                  |                                                  |                                                  |                                                  |                           |
| | Ледник                                           | Площадь, км²                                     | Объём, км³                                       | Высота над уровнем моря, м                       | Координаты                |
| 1 | Ледник Федченко                                  | 700                                              | -                                                | 2109,6                                           | 38°46′ с. ш. 72°16′ в. д. |
| 2 | Ледник Грумм-Гржимайло                           | 142,9                                            | -                                                | -                                                | 38°33′ с. ш. 72°40′ в. д. |
| 3 | Зеравшанский ледник                              | 132,6                                            | -                                                | -                                                | 39°30′ с. ш. 70°30′ в. д. |
| 4 | Гармо                                            | 114,6                                            | -                                                | -                                                | 39°30′ с. ш. 70°30′ в. д. |
| 5 | Октябрьский                                      | 88,2                                             | -                                                | -                                                | 39°17′ с. ш. 73°00′ в. д. |
| 6 | Ледник Русского географического общества         | 64,4                                             | -                                                | -                                                | 38°45′ с. ш. 72°08′ в. д. |
| 7 | Язгулемский ледник                               | 25,5                                             | -                                                | -                                                | 38°30′ с. ш. 72°12′ в. д. |
| 8 | Медвежий                                         | 25,3                                             | -                                                | -                                                | 38°39′ с. ш. 72°11′ в. д. |